# Oulu, Wisconsin
Oulu är en stad i Bayfield County i delstaten i Wisconsin i USA. Invånarna uppmättes 2010 till 527 i antalet.
Staden är uppkallad efter staden Uleåborg i Finland, då finska invandrare som kom därifrån bosatte sig i området.